# Чеканићи
Чеканићи су насељено место у Босни и Херцеговини у граду Сребренику у Тузланском кантону које административно припада Федерацији Босне и Херцеговине. Према попису становништва из 1991. у насељу су живела 552 становника.

## Историја
Овде се налазило турбе у коме су лежала двојица побратима, војвода Тодор Чеканић и спахија Дедија, и за који се веровало да има исцељујућа својства.

## Становништво
По последњем службеном попису становништва из 1991. године, у насељу Чеканићи живела су 552 становника. Сви становници су били Муслимани. Муслимани се данас углавном изјашњавају као Бошњаци.